# Parafia Matki Bożej Królowej Świata w Kamieniu
Parafia Matki Bożej Królowej Świata w Kamieniu – parafia rzymskokatolicka znajdująca się w diecezji rzeszowskiej w dekanacie Sokołów Małopolski. Erygowana 1 sierpnia 2020 przez ordynariusza diecezji rzeszowskiej, bpa Jana Franciszka Wątrobę.
Kościół parafialny murowany, połączony z plebanią.

## Proboszczowie parafii
| Lata         | Proboszcz           |
| ------------ | ------------------- |
| 2020–obecnie | ks. Wacław Stokłosa |